# هنري بن
هنري بن (بالإنجليزية: Henry Benn)‏ هو لاعب كرة قاعدة أمريكي، ولد في 25 يناير 1890 في فيولا في الولايات المتحدة، وتوفي في 4 يونيو 1967 في ماديسون في الولايات المتحدة.